# LinuxDoc
LinuxDoc es un lenguaje similar a DocBook. Este lenguaje es un lenguaje de marcado generalizado estándar o SGML (por sus siglas en inglés de Standard Generalized Markup Language) con estructura DTD definición de tipo de documento (por sus siglas en inglés de Document Type Definition).
Fue creado por Matt Welsh, y su primera versión 1.1 fue liberada en 1994. Este Lenguaje de marcado es utilizado en varios sitios en internet entre los cuales se encuentra la página de Documentación de Linux. Las etiquetas de LinuxDoc son a menudo más cortas que las etiquetas de DocBook, además que LinuxDoc tiene más sucinto DTD que DocBook. Esto hace que LinuxDoc tenga mayor preferencia por los usuarios con pequeños a medianos proyectos que han encontrado a LinuxDoc cumplir sus necesidades de una mejor forma que DocBook. Cabe destacar que la distribución Debian de Linux tiene un LinuxDoc-Tools Package integrado.